# Protracheoniscus nogaicus
Protracheoniscus nogaicus là một loài chân đều trong họ Trachelipodidae. Loài này được Demianowicz miêu tả khoa học năm 1932.